# Трвай, Иржи
Иржи Трвай (чеш. Jiří Trvaj; 13 апреля 1974, Гавиржов, Чехословакия) — чешский хоккеист, вратарь.

## Карьера
Иржи Трвай начал свою карьеру в клубе «Гавиржов». Играл также за «Оцеларжи» и «Слезан», потом перешёл в «Витковице», за который играл очень успешно, становился лучшим вратарём и выходил в финал чешской Экстралиги.
По ходу сезона 2003/04 Трвай перебрался в Россию. В первом же сезоне он установил рекорд за всю историю чемпионатов России по хоккею по продолжительности сухой серии. Выступая за «Ладу» из Тольятти, Трвай не пропускал шайб на протяжении 305 минут и 56 секунд. 26 февраля 2004 года в матче с омским «Авангардом» его серия прервалась, на 47-й минуте матча он пропустил шайбу от своего соотечественника Павла Патеры.
Став бронзовым призёром чемпионата России в 2004 году, он перешёл в московский ЦСКА, в котором провёл один сезон, после чего вернулся в Чехию. Трвай отыграл в Экстралиге еще 10 сезонов за «Зноймо», «Комету» и «Оломоуц». В 2015 году завершил карьеру. С 2015 по 2017 год был тренером вратарей «Оломоуца».
С 2001 по 2007 год играл за сборную Чехии. Участник чемпионатов мира 2002 и 2003.

## Достижения

### Командные
- Серебряный призёр Экстралиги 2002, 2012 и 2014
- Бронзовый призёр Экстралиги 1998, 2001, 2006 и чемпионата России 2004

### Личные
- Лучший вратарь Экстралиги 2002, 2007 и 2012
- Лучший вратарь плей-офф Экстралиги 2007 по коэффициенту надёжности (2.05 гола за игру)
- Лучший вратарь Экстралиги 2012 по количеству сухих матчей (5 игр на ноль)
- Рекордсмен Экстралиги по количеству проведённых матчей среди вратарей (647 игр)
- Рекордсмен Экстралиги по количеству сухих матчей в регулярных чемпионатах (46 игр на ноль)
- Рекордсмен по продолжительности сухой серии (305 минут 56 секунд) за всю историю чемпионатов России

## Статистика
За всю карьеру провёл 933 игры (в Экстралиге — 647, в первой чешской лиге — 187, в чемпионатах России — 77, за сборную Чехии — 14, в европейских клубных турнирах — 8)

## Семья
Иржи Трвай женат, у него трое детей.